# NGC 3595
NGC 3595 est une galaxie lenticulaire située dans la constellation de la Grande Ourse. NGC 3595 a été découverte par l'astronome germano-britannique William Herschel en 1788. .

## Caractéristiques
Sa vitesse par rapport au fond diffus cosmologique est de  2 393 ± 16 km/s, ce qui correspond à une distance de Hubble de 35,3 ± 2,5 Mpc (∼115 millions d'al).

## Paire de galaxies
Selon Abraham Mahtessian, NGC 3595 et NGC 3583 forment une paire de galaxies.